# 两江镇 (乐昌市)
两江镇是中华人民共和国广东省韶关市乐昌市下辖的一个乡镇级行政单位。，距市区45公里，是乐昌的四大林区之一。
全镇面积133平方公里，总人口13207人，下辖7个村委会，101个自然村，境内空气清新，山清水秀，以出产橘子、柰李、桃等水果著称。

## 行政区划
两江镇下辖以下地区：
曹家洞村、茶坪村、凰落村、普乐村、上长塘村、上斜村和岐乐村。